# Venäläissaari (ö i Konnevesi, Haukiniemi)
Venäläissaari är en liten ö i Finland. Den ligger i sjön Konnevesi och i kommunen Konnevesi i den ekonomiska regionen  Äänekoski  och landskapet Mellersta Finland, i den centrala delen av landet, 280 km norr om huvudstaden Helsingfors. Öns area är omkring 570 kvadratmeter och dess största längd är 50 meter i öst-västlig riktning.